# Tim Wiese
Tim Wiese (Bergisch Gladbach, 17 dicembre 1981) è un ex calciatore tedesco, di ruolo portiere.

## Carriera nel calcio

### Club

#### Fortuna Colonia
Wiese ha cominciato la sua carriera da calciatore nelle giovanili del Bayer Leverkusen, prima di trasferirsi al Fortuna Colonia, squadra con cui debuttò in Regionalliga nel 2000.

#### Kaiserslautern
Il 15 gennaio 2002 venne acquistato dal Kaiserslautern come terzo portiere, riserva di Georg Koch e Roman Weidenfeller. In seguito alla cessione di Weidenfeller al Borussia Dortmund, Wiese cominciò a giocarsi con Koch il posto di titolare. Il 18 agosto 2002 fece il suo esordio in Bundesliga, nel pareggio per 1-1 sul campo dello Stoccarda. Giocò anche la partita del 24 agosto, in cui la sua squadra venne sconfitta per 0-3 dal Borussia Mönchengladbach, ma dopo questo match venne rimpiazzato dal compagno di reparto. Nella stagione 2003-2004 divenne il portiere titolare, nonostante fosse stato espulso alla seconda giornata di campionato contro il Colonia (2-1). Nell'estate del 2004 il Kaiserslautern acquistò Thomas Ernst e Wiese venne quindi relegato al ruolo di riserva.

#### Werder Brema
Nel 2005 venne acquistato dal Werder Brema per sostituire Andreas Reinke, ma dovette saltare la prima parte della stagione 2005-2006 a causa di alcuni problemi fisici. Conquistò il posto da titolare in seguito ad un brutto infortunio di Reinke in una partita contro lo Stoccarda dell'8 febbraio 2006. Il 7 marzo seguente, nell'incontro degli ottavi di finale di Champions League perso per 1-2 contro la Juventus, si rese protagonista di un grave errore che permise ad Emerson di segnare il gol che costò la qualificazione al Werder Brema. La sua squadra chiuse comunque il campionato al 2º posto con 70 punti, cinque in meno del Bayern Monaco campione.
Nell'estate del 2012 ha deciso di non rinnovare il suo contratto in scadenza con il Werder Brema ed ha quindi lasciato il club bianco-verde dopo sette anni di permanenza.

#### Hoffenheim
Il 2 maggio 2012 ha firmato un contratto quadriennale con l'Hoffenheim. Il 22 gennaio 2014 la società tedesca ha annunciato di aver rescisso consensualmente il contratto di Wiese.

### Nazionale
Dopo aver collezionato 13 presenze con la Nazionale tedesca Under-21, con cui ha partecipato al Campionato Europeo Under-21 nel 2004, esordisce in Nazionale maggiore il 19 novembre 2008, a Berlino, nella partita amichevole persa per 1-2 contro l'Inghilterra.
Con la Germania ha totalizzato sei presenze tra il 2008 ed il 2012, prendendo parte da terzo portiere sia al Mondiale di Calcio 2010 sia al Campionato Europeo 2012.

## Carriera nel wrestling
Dopo essersi dedicato al body bulding ha iniziato una trattativa con la federazione di wrestling della WWE. Nel novembre del 2014 ha fatto la sua prima apparizione ufficiale su un ring, in un house show tenutosi a Francoforte. Il 7 giugno 2016 viene annunciata la sua iscrizione al Performance Center di Orlando (Florida), il centro di allenamento della WWE, in cui inizierà a prepararsi per un eventuale debutto con la compagnia.
Debutta ufficialmente nel ring il 3 novembre 2016 nel live event a Monaco di Baviera, in coppia con Cesaro e Sheamus ha battuto Bo Dallas e le Shining Stars..

## Statistiche

### Presenze e reti nei club
| Stagione               | Club                   | Campionato             | Campionato | Campionato | Coppe nazionali | Coppe nazionali | Coppe internazionali | Coppe internazionali | Totale | Totale |
| Stagione               | Club                   | Division               | Pres       | Reti       | Pres            | Reti            | Pres                 | Reti                 | Pres   | Reti   |
| ---------------------- | ---------------------- | ---------------------- | ---------- | ---------- | --------------- | --------------- | -------------------- | -------------------- | ------ | ------ |
| 2000-2001              | Fortuna Colonia        | RN                     | 2          | 0          | 1               | 0               | -                    | -                    | 3      | 0      |
| 2001-2002              | Fortuna Colonia        | RN                     | 21         | 0          | 0               | 0               | -                    | -                    | 21     | 0      |
| Totale Fortuna Colonia | Totale Fortuna Colonia | Totale Fortuna Colonia | 23         | 0          | 1               | 0               | 0                    | 0                    | 24     | 0      |
| 2001-2002              | Kaiserslautern         | BL                     | 0          | 0          | 0               | 0               | -                    | -                    | 0      | 0      |
| 2002-gen. 2003         | Kaiserslautern         | BL                     | 0          | 0          | 0               | 0               | -                    | -                    | 0      | 0      |
| gen.-giu. 2003         | Kaiserslautern         | BL                     | 21         | 0          | 5               | 0               | -                    | -                    | 26     | 0      |
| 2003-2004              | Kaiserslautern         | BL                     | 30         | 0          | 1               | 0               | 2                    | 0                    | 33     | 0      |
| 2004-2005              | Kaiserslautern         | BL                     | 14         | 0          | 0               | 0               | -                    | -                    | 14     | 0      |
| Totale Kaiserslautern  | Totale Kaiserslautern  | Totale Kaiserslautern  | 65         | 0          | 6               | 0               | 2                    | 0                    | 73     | 0      |
| 2005-2006              | Werder Brema           | BL                     | 15         | 0          | 1               | 0               | 2                    | 0                    | 18     | 0      |
| 2006-2007              | Werder Brema           | BL                     | 31         | 0          | 1               | 0               | 12                   | 0                    | 44     | 0      |
| 2007-2008              | Werder Brema           | BL                     | 31         | 0          | 4               | 0               | 10                   | 0                    | 45     | 0      |
| 2008-2009              | Werder Brema           | BL                     | 29         | 0          | 5               | 0               | 12                   | 0                    | 46     | 0      |
| 2009-2010              | Werder Brema           | BL                     | 31         | 0          | 6               | 0               | 10                   | 0                    | 47     | 0      |
| 2010-2011              | Werder Brema           | BL                     | 30         | 0          | 1               | 0               | 7                    | 0                    | 38     | 0      |
| 2011-2012              | Werder Brema           | BL                     | 28         | 0          | 1               | 0               | -                    | -                    | 29     | 0      |
| Totale Werder Brema    | Totale Werder Brema    | Totale Werder Brema    | 195        | 0          | 19              | 0               | 53                   | 0                    | 267    | 0      |
| 2012-2013              | Hoffenheim             | BL                     | 10         | 0          | 1               | 0               | -                    | -                    | 11     | 0      |
| 2013-2014              | Hoffenheim             | BL                     | 0          | 0          | 0               | 0               | -                    | -                    | 0      | 0      |
| Totale Hoffenheim      | Totale Hoffenheim      | Totale Hoffenheim      | 10         | 0          | 1               | 0               | 0                    | 0                    | 1      | 0      |
| Totale carriera        | Totale carriera        | Totale carriera        | 308        | 0          | 27              | 0               | 55                   | 0                    | 390    | 0      |

### Presenze e reti in nazionale
| Cronologia completa delle presenze e delle reti in nazionale ― Germania | Cronologia completa delle presenze e delle reti in nazionale ― Germania | Cronologia completa delle presenze e delle reti in nazionale ― Germania | Cronologia completa delle presenze e delle reti in nazionale ― Germania | Cronologia completa delle presenze e delle reti in nazionale ― Germania | Cronologia completa delle presenze e delle reti in nazionale ― Germania | Cronologia completa delle presenze e delle reti in nazionale ― Germania | Cronologia completa delle presenze e delle reti in nazionale ― Germania |
| Data                                                                    | Città                                                                   | In casa                                                                 | Risultato                                                               | Ospiti                                                                  | Competizione                                                            | Reti                                                                    | Note                                                                    |
| ----------------------------------------------------------------------- | ----------------------------------------------------------------------- | ----------------------------------------------------------------------- | ----------------------------------------------------------------------- | ----------------------------------------------------------------------- | ----------------------------------------------------------------------- | ----------------------------------------------------------------------- | ----------------------------------------------------------------------- |
| 19-11-2008                                                              | Berlino                                                                 | Germania                                                                | 1 – 2                                                                   | Inghilterra                                                             | Amichevole                                                              | -1                                                                      | 46’                                                                     |
| 18-11-2009                                                              | Gelsenkirchen                                                           | Germania                                                                | 2 – 2                                                                   | Costa d'Avorio                                                          | Amichevole                                                              | -                                                                       | 46’                                                                     |
| 11-8-2010                                                               | Copenaghen                                                              | Danimarca                                                               | 2 – 2                                                                   | Germania                                                                | Amichevole                                                              | -2                                                                      |                                                                         |
| 29-3-2011                                                               | Mönchengladbach                                                         | Germania                                                                | 1 – 2                                                                   | Australia                                                               | Amichevole                                                              | -2                                                                      |                                                                         |
| 6-9-2011                                                                | Danzica                                                                 | Polonia                                                                 | 2 – 2                                                                   | Germania                                                                | Amichevole                                                              | -2                                                                      | 90’                                                                     |
| 29-2-2012                                                               | Brema                                                                   | Germania                                                                | 1 – 2                                                                   | Francia                                                                 | Amichevole                                                              | -2                                                                      |                                                                         |
| Totale                                                                  |                                                                         | Presenze                                                                | 6                                                                       |                                                                         | Reti                                                                    | -9                                                                      |                                                                         |

## Palmarès
- Coppa di Lega tedesca: 1

Werder Brema: 2005-2006
- Coppa di Germania: 1

Werder Brema: 2008-2009